# Ermetzhofen Bahnhof
Ermetzhofen Bahnhof (fränkisch: Bahnhouf) ist ein Wohnplatz der Gemeinde Ergersheim im Landkreis Neustadt an der Aisch-Bad Windsheim (Mittelfranken, Bayern). Der Ort liegt in der Gemarkung Neuherberg.

## Lage
Der ehemalige Weiler liegt auf einer Höhe von 379 m ü. NHN an der Bahnstrecke Würzburg-Treuchtlingen und an der Kreisstraße NEA 31, die nach Ermetzhofen (0,8 km südlich) bzw. zur Anschlussstelle der Bundesstraße 13 bei Neuherberg führt (0,7 km nordöstlich). Die vier Wohngebäude gehören heute zum Gemeindeteil Neuherberg und tragen die Hausnummern 30 bis 33.

## Geschichte
Der Bahnhof wurde um 1865 auf dem Gemeindegebiet von Neuherberg errichtet. Die Siedlung entstand Ende des 19. Jahrhunderts. Am 1. Januar 1972 wurde die Gemeinde Neuherberg im Zuge der Gebietsreform in Bayern nach Ermetzhofen eingegliedert, die wiederum am 1. Januar 1974 nach Ergersheim eingegliedert wurde.

## Einwohnerentwicklung
| Jahr      | 001885 | 001900 | 001925 | 001950 | 001961 | 001970 |
| Einwohner | 14     | 13     | 23     | 19     | 26     | 27     |
| Häuser    | 3      | 4      | 6      | 3      | 6      |        |
| Quelle    | [ 7 ]  | [ 8 ]  | [ 9 ]  | [ 10 ] | [ 11 ] | [ 12 ] |

## Religion
Der Ort ist evangelisch-lutherisch geprägt und nach Heiligkreuz gepfarrt.

## Weblink
- Ermetzhofen in der Ortsdatenbank des bavarikon, abgerufen am 20. August 2021.